# 한겨레 정치WiFi
《한겨레 정치WiFi》는 한겨레TV(종래의 하니TV)에서 제작하고 김용민이 진행하는 대한민국의 인터넷 방송이다.